# Cocomelon
Cocomelon前身為ThatsMEonTV（2006-2013）和ABC Kid TV（2013-2018），是一個美國的YouTube頻道和串流媒體節目，被英國公司Moonbug娛樂收購，現由美國公司Treasure Studio維護。Cocomelon專門製作改編及原創童謠和原創3D動畫影片。截至2020年7月，它是美國觀看次數最多的YouTube頻道，亦是全球觀看次數第二多的頻道。他們也是世界上訂閱人數最多的兒童頻道和世界上訂閱人數第三多的頻道。

## 內容
Cocomelon的影片描繪日常生活中兒童、成人和動物的互動。所有歌詞都以統一樣式顯示在畫面下方。2020年，Treasure Studio將Cocomelon的內容上載到Netflix、Roku和Hulu。該公司還透過流行的音樂串流平台提供音樂。YouTube內容包括獨立的音樂影片、合輯和直播。

## 歷史

### 影片

#### ThatsMEonTV
2006年9月1日，ThatsMEonTV頻道在YouTube上被創建，為觀眾提供免費教育服務。該頻道在第一天就向YouTube上傳了兩個版本的字母歌。該頻道在9個月後上傳了他們的第三支影片，標題為《Learning ABC Alphabet – Letter "K" — Kangaroo Game》。該頻道上大多的影片都以一到兩分鐘的時間教授字母表。

#### ABC Kid TV
2013年，ABC Kid TV推出了新的片頭和標誌。標誌的左上角有一隻瓢蟲在電視上。該頻道開始重製早期的影片，從介紹字母過渡到兒童歌曲，並拉長了影片的時長。幾年後，該頻道推出了3D動畫，他們的第一個3D角色於2016年4月8日在《一閃一閃小星星》中出現。到2016年底，3D動畫影片的上傳頻率愈來愈頻繁，時間也越來越長，部分影片還使用了動作捕捉技術。

#### 現今
2018年夏天，該公司再次更名為Cocomelon，為所有影片引入了新的片頭和結尾。他們亦添加了西瓜造型的現代標誌，類似傳統的盒裝電視機，同時保留瓢蟲作為開場和結束的一部分。
2019年4月，《華爾街日報》估計Cocomelon每年的廣告收入為1.2億美元。2020年末，Cocomelon添加了西班牙語和葡萄牙語的內容。2021年初，他們還增加了普通話、德語和阿拉伯語。

### 人氣上升
Cocomelon在YouTube上待了9年後，在2016年5月16日達到了100萬訂閱者。半個月後，該頻道的觀看次數達到了10億次。隨後兩年持續增長，每月增加的訂閱人數近40萬，頻道觀看次數達到70億。2017年7月發布的一段安眠曲《No No》，成為他們觀看次數最多的視頻，目前收看量超過10億次。
Cocomelon是2019年訂閱數增長第二多的頻道，增加了超過3600萬，年底頻道訂閱達到6740萬。2018年，YouTube的演算法在皮尤研究中心追蹤的696,468條建議中推薦了Cocomelon的影片《Bath Song + More Nursery Rhymes & Kids Songs》650次，成為該網站上觀看次數第19多的影片。此外，他們第二熱門的影片《Yes Yes Vegetables Song》已獲得超過 25億的觀看次數，成為該網站上觀看次數最多的影片第36名。
2019年5月和6月，Cocomelon獲得了25億次的影片觀看，平均每天有8300萬觀眾。相比之下，美國的四大電視廣播網平均每天只有1300萬觀眾。2019年7月，在聯邦貿易委員會提出對兒童安全的顧慮後，YouTube更改了演算法，使多個兒童頻道受到影響。包括Cocomelon，更改前一週的觀看數有5.75億次，更改後下降到4.36億次，隔週有3.07億次，再後一週有2.82億次。
2020年12月12日，Cocomelon成為全球第三個擁有1億訂閱者的YouTube頻道。
Cocomelon的影片也在YouTube外廣受歡迎；2020年9月，Netflix將Cocomelon列為第三大熱門的節目。
Cocomelon在2020年Reelgood的Netflix節目列表中排名第一，領先於《我們的辦公室》和《后翼棄兵》。
2021年4月4日，它在英國的Cartoonito頻道首播。
據預測，Cocomelon將在2021年的某時超越PewDiePie，成為訂閱人數第二多的YouTube頻道。對此，PewDiePie於2021年2月14日發布了針對Cocomelon的戲謔歌曲〈Coco〉。該影片在上傳後不久就從YouTube上下架，理由是違反了YouTube的騷擾和網絡欺凌政策。兩個月後的2021年4月25日，Cocomelon按預測超越了PewDiePie。這首歌仍保留在主要的串流媒體平台上。
2023年12月30日起，Cocomelon在台灣於MyVideo上播出，除了正式發布中文名為《可可瓜瓜》，也有中文發音的《可可瓜瓜-獨家繁體中文版》內容。衍生的系列節目包括《可可瓜瓜歡舞樂翻天》、《可可瓜瓜 聖誕特別篇》、《傑傑與動物歡樂時光》、《寇弟歡樂時光》、《妮娜歡樂時光》、《希希歡樂時光》陸續上線。

### 商品
2020年2月，該公司的執行長宣布計劃推出基於角色的玩具，並提到有機會製作一部長篇電影。這些玩具預計將包括毛絨玩偶和玩具車，於2020年秋季推出。一些玩具的發貨日期後來更改為8月。同年12月，該公司透過其網站銷售周邊服裝。

## 身份
Cocomelon的官網稱該公司有20名員工。《華爾街日報》曾試圖找出創作Cocomelon影片的人，但無法聯繫該頻道擁有者Treasure Studio。《連線》雜誌在加州爾灣找到了一對夫婦，他們似乎與Treasure Studio有一些聯繫，但無法確認他們擁有該頻道。2020年2月，《彭博商业周刊》確定了來自加州橙縣的一對夫婦是Treasure Studio和Cocomelon的持有者。

## 外部鏈結
- 官方网站